# تشارلز دانس
والتر تشارلز دانس أوبي (بالإنجليزية: Charles Dance)‏، (10 أكتوبر 1946) ممثل إنجليزي. اشتهر بأداءه الشخصيات الصارمة والسلطوية والشريرة. بدأ مسيرته المهنية على خشبة المسرح مع شركة شكسبير الملكية [الإنجليزية] قبل أن ينتقل إلى السينما والتلفزيون. في عام 2006 منحته الملكة إليزابيث الثانية رتبة الإمبراطورية البريطانية لمساهماته في الدراما.

## الأعمال

### أفلام
| السنة | العمل                       | الدور      |
| ----- | --------------------------- | ---------- |
| 1981  | من أجل عينيك فقط            | كلوز       |
| 1992  | فضائي 3                     | جدو على    |
| 1993  | لاست أكشن هيرو              | بينيديكت   |
| 1996  | مايكل كولنز                 |            |
| 2001  | منتزه جوسفورد               |            |
| 2003  | حوض سباحة                   |            |
| 2012  | الصحوة                      | توماس      |
| 2014  | دراكولا غير مروي            |            |
| 2014  | لعبة التزييف                |            |
| 2015  | الطفل 44                    |            |
| 2016  | أنا قبلك                    |            |
| 2016  | صائدو الأشباح               |            |
| 2016  | العالم السفلي: حروب الدم    | توماس      |
| 2016  | كبرياء وتحامل ووحوش الزومبي | مستر بينيت |

### مسلسلات
- منزل كئيب
- أجاثا كريستي ماربل
- ميرلين
- صراع العروش في دور تايون لانستر.
- توب جير

### ألعاب فيديو
- ذا ويتشر 3: وايلد هانت

كول اوف ديوتي بلاك اوبس 4 زومبي

## مواقع خارجية
- تشارلز دانس على موقع IMDb (الإنجليزية)
- تشارلز دانس على موقع روتن توميتوز (الإنجليزية)
- تشارلز دانس على موقع قاعدة بيانات الأفلام العربية
- تشارلز دانس على موقع ألو سيني (الفرنسية)
- تشارلز دانس على موقع تيرنر كلاسيك موفيز (الإنجليزية)
- تشارلز دانس على موقع أول موفي (الإنجليزية)
- تشارلز دانس على موقع قاعدة بيانات الأفلام السويدية (السويدية)
- تشارلز دانس على موقع إن إن دي بي (الإنجليزية)
- تشارلز دانس على موقع قاعدة بيانات الفيلم (الإنجليزية)
- تشارلز دانس على موقع كينوبويسك (الروسية)